# Stazione di San Michele in Bosco
La stazione di San Michele in Bosco è una fermata ferroviaria posta sulla linea Cremona-Mantova. Serve il centro abitato di San Michele in Bosco, frazione del comune di Marcaria.

## Storia
La fermata di San Michele in Bosco venne attivata nel 1938.
Dal 2024 non è servita da alcun servizio ferroviario per i lavori di raddoppio della linea Mantova-Bozzolo.